# ركعة
الركعات أو ركعات الصلاة مفردها ركعة هي: أقوال وأفعال مخصوصة، في الدين الإسلامي، تتكون منها الصلاة، وكيفيتها محددة باتباع الشرع، وتتكون الصلاة من ركعتين أو ثلاث أو أربع، بحسب نوع الصلاة، ولا تكون الصلاة ركعة واحدة إلا صلاة الوتر وهي ركعة واحدة مع ما يضاف إليها، وتسمى: ركعة؛ لاشتمالها على الركوع الذي هو أحد أركان الصلاة.

## ركعات الصلاة
فبعد الوضوء وإخلاص نية الصلاة لله، ويستقبل القبلة، رافعاً يديه حذو أذنيه أو منكبيه قائلاً: الله أكبر، ويتلو الفاتحة، وما تيسر من القرآن بعدها في الركعتين الأوليين، وفي الركعتين الأخيرتين يقتصر على الفاتحة فقط، ثم ينحني راكعًا، ويقول في ركوعه "سبحان ربي العظيم"، ثم يعتدل قائما قائلا: "سمع الله لمن حمده" ثم يحمد الله ومن صيغ الحمد أن يقول: "ربنا ولك الحمد"، ثم يسجد على الأرض، ويقول "سبحان ربي الأعلى"، مع وضع الجبين والأنف على الأرض ورفع المرفقين، وبعد ذلك يجلس المصلي مع ثني القدمين تحت الجسم ثم يسجد مرة أخرى، ثم يفعل ذلك في كل ركعة، ويزيد في الركعة الثانية من الصلاة الرباعية أو الثلاثية التشهد الأوسط وهو: "التحيات لله والصلوات والطيبات السلام عليك أيها النبي ورحمة الله وبركاته، السلام علينا وعلى عباد الله الصالحين أشهد أن لا إله إلا الله وأشهد أن محمداً عبده ورسوله"، وعند ختم الصلاة يقول التشهد الأخير، والتشهد الأخير مثل التشهد الأول ، لكن يزيد عليه الصلاة الإبراهيمية وهي : اللهم صلِّ على محمد وعلى آل محمد كما صليت على آل إبراهيم، وبارك على محمد وعلى آل محمد كما باركت على آل إبراهيم، في العالمين إنك حميد مجيد"، ثم يُسلم قائلًا: "السلام عليكم ورحمة الله وبركاته" مرة واحدة عند الالتفات إلى اليمين، ومرة أخرى عند الالتفات إلى اليسار.

## عدد ركعات الفرائض
| الصلاة المفروضة | عدد ركعاتها                                                |
| --------------- | ---------------------------------------------------------- |
| صلاة الفجر      | ركعتان                                                     |
| صلاة الظهر      | أربع ركعات                                                 |
| صلاة العصر      | أربع ركعات                                                 |
| صلاة المغرب     | ثلاث ركعات                                                 |
| صلاة العشاء     | أربع ركعات                                                 |
| صلاة الجمعة     | ركعتان تصلى مع الجماعة وتقوم محل صلاة الظهر في يوم الجمعة. |